# Temnoscheila chalcea
Temnoscheila chalcea is een keversoort uit de familie schorsknaagkevers (Trogossitidae). De wetenschappelijke naam van de soort werd in 1873 gepubliceerd door Theodor Franz Wilhelm Kirsch.